# José Ramón de Urquijo Goitia
José Ramón de Urquijo Goitia (Durango, 26 de enero de 1953) es un historiador español.

## Biografía
Nació en la localidad vizcaína de Durango en 1953. Historiador, es profesor de investigación del Consejo Superior de Investigaciones Científicas.
Ha escrito de obras como La revolución de 1854 en Madrid (Instituto de Historia Jerónimo Zurita, 1984); Relaciones entre España y Nápoles durante la Primera Guerra Carlista (Actas, 1998); y Gobiernos y ministros españoles (1808-2000) (CSIC, 2001); entre otras. En 2010 fue nombrado miembro correspondiente de la Real Academia de la Historia y en 2012 de la Real Academia Matritense de Heráldica y Genealogía.